# Moscheh Ya’akov Ben-Gavriêl

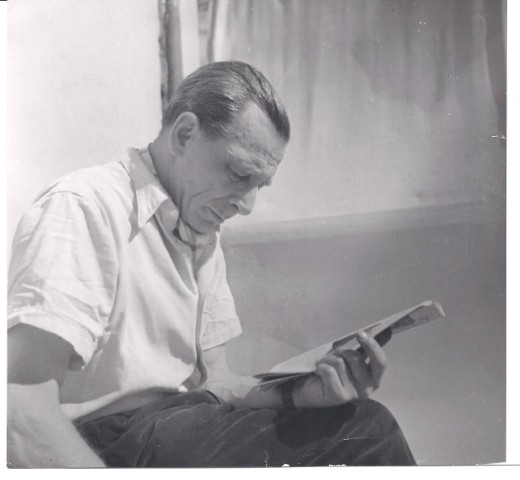
Moscheh Ya’akov Ben-Gavriêl (1950)

Moscheh Ya’akov Ben-Gavriêl (geboren 15. September 1891 als Eugen Hoeflich in Wien, Österreich-Ungarn; gestorben 17. September 1965 in Jerusalem) war ein österreichischer und israelischer Schriftsteller und Publizist. Er war Aktivist der Hagana und ein Vertreter des Pansemitismus.

## Leben und Wirken
Eugen Hoeflich stammte aus einer Wiener jüdischen Familie; der Vater war Medizinalrat. Hoeflich brach den Besuch des  Piaristengymnasiums ab und absolvierte die Neue Wiener Handelsakademie. Er begann ein Studium der Arabistik, von dem er jedoch wegen seiner sozialistischen Gesinnung mehrfach relegiert wurde und das er daher schließlich abbrach. Er arbeitete zeitweise als Angestellter bei einer Versicherungsgesellschaft und versuchte sich als freier Schriftsteller.
Hoeflich nahm ab 1914 als Soldat am Ersten Weltkrieg teil; 1915 wurde er nach einer schweren Verwundung in Polen für felddienstuntauglich erklärt, gleichzeitig aber zum Offizier befördert. 1917 ging er als Kommandant einer österreichischen Kompanie nach Jerusalem, wurde allerdings schon nach kurzer Zeit auf Betreiben des deutschen Gesandten in Palästina wegen pansemitischer Propaganda des Landes verwiesen. Er wurde nach Wien zurückberufen; dort befehligte er während der Revolution von 1918 eine „Jüdische Legion“.
Nach dem Ende des Ersten Weltkriegs hielt er sich mit dem Schreiben von Fortsetzungsromanen über Wasser. Daneben versuchte er zweimal erfolglos, eine jüdische Monatsschrift herauszugeben. Im Jahre 1927 wurde das langjährige Einreiseverbot, das die britische Mandatsverwaltung gegen ihn verhängt hatte, aufgehoben, und Hoeflich durfte nach Palästina zurückkehren. Er nahm nunmehr den Namen Moscheh Ya’akov Ben-Gavriêl an. Doch schrieb er weiterhin ausschließlich in deutscher Sprache.
In den 1930er Jahren schloss Ben-Gavriêl sich der jüdischen Untergrundbewegung Hagana an, die für einen unabhängigen jüdischen Staat in Palästina kämpfte. Im Zweiten Weltkrieg trat Ben-Gavriêl als Freiwilliger der britischen Armee bei; er war in Palästina und Ägypten stationiert und wurde nochmals verwundet. Ab 1948 lebte er als freier Schriftsteller und Journalist in Jerusalem.
Ben-Gavriêl vertrat seit seinem ersten Palästina-Aufenthalt die Philosophie des Pansemitismus, der eine Verbrüderung aller semitischen Völker als Vorstufe zum Panasiatismus propagiert. Dieser „große brüderliche Bund Allasiens“ sollte letztlich jeglichen Nationalismus auf dem asiatischen Kontinent überwinden. Den jüdisch-arabischen Konflikt fasste Ben-Gavriêl daher nur als eine Art Streit unter nahen Verwandten auf; in seinen Romanen ist dagegen die jüdisch-arabische Freundschaft immer wieder Thema. Daneben verfasste der Autor mit Das Haus in der Karpfengasse eine bedeutende Schilderung des Untergangs der Prager jüdischen Gemeinde im Zweiten Weltkrieg.
Als Journalist schrieb er häufig Beiträge für deutsche Zeitungen. Als Rundfunkautor war Ben-Gavriêl ein wichtiger Vermittler der israelischen Wirklichkeit und ihrer Probleme für den deutschsprachigen Raum. Als häufiger Helfer und ebenfalls Brit-Schalom-Befürworter beriet ihn für seine Roman-Recherchen oft Felix Weltsch, Philosoph und Bibliothekar und enger Freund von Franz Kafka und Max Brod. Auf Ben-Gavriêls Anraten wurde 1957 der literarische Nachlass seines langjährigen Bekannten Albert Ehrenstein, um dessen wissenschaftliche Auswertung er sich intensiv bemühte, an die Israelische Nationalbibliothek übergeben.

## Nachlass
Ben-Gavriêls umfangreicher Nachlass befindet sich in der Archivabteilung der Israelischen Nationalbibliothek.

## Rezeption zuDas Haus in der Karpfengasse
„Was mich an diesem Buch vor allem berührte, das ist seine Menschlichkeit, die tiefe Wahrheit, die es enthält; was mir künstlerisch besonders wirksam erschien, der sarkastische Humor, mit dem der Autor selbst die tragischsten Situationen meistert … Romane ähnlicher Thematik, die eine solche Qualität aufweisen, sind selten.“
Klaus Möckel

## Werke

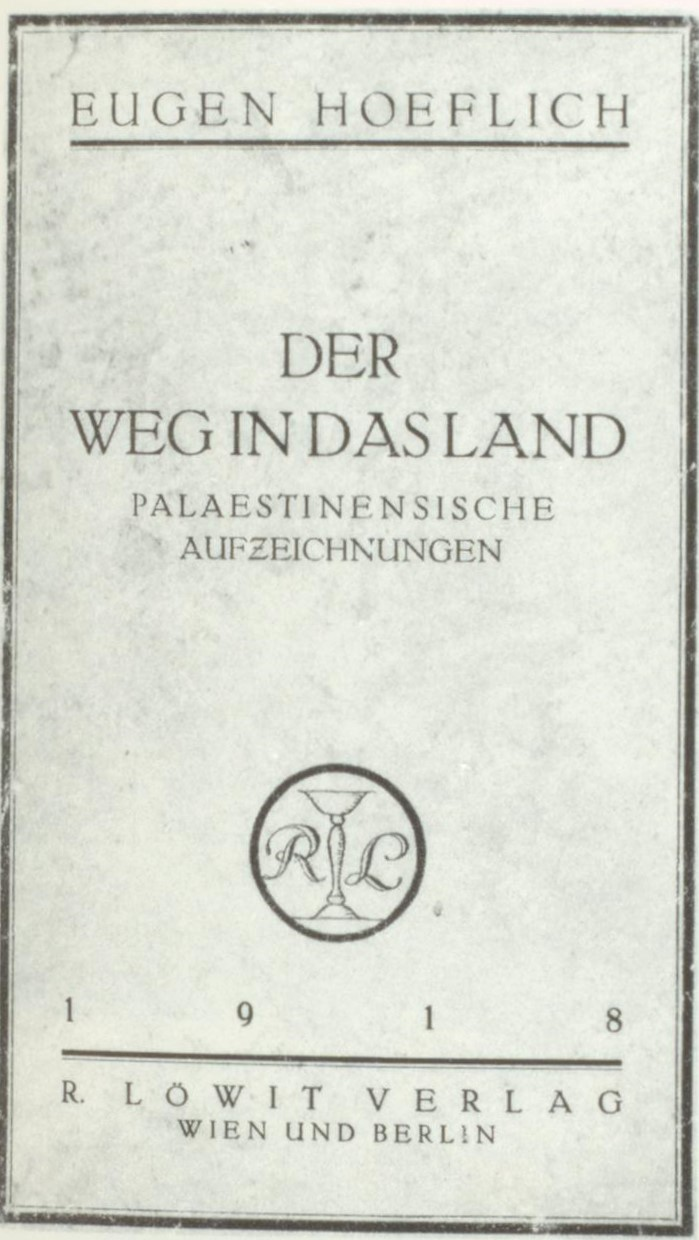
Eugen Hoeflich
Der Weg in das Land (1918)

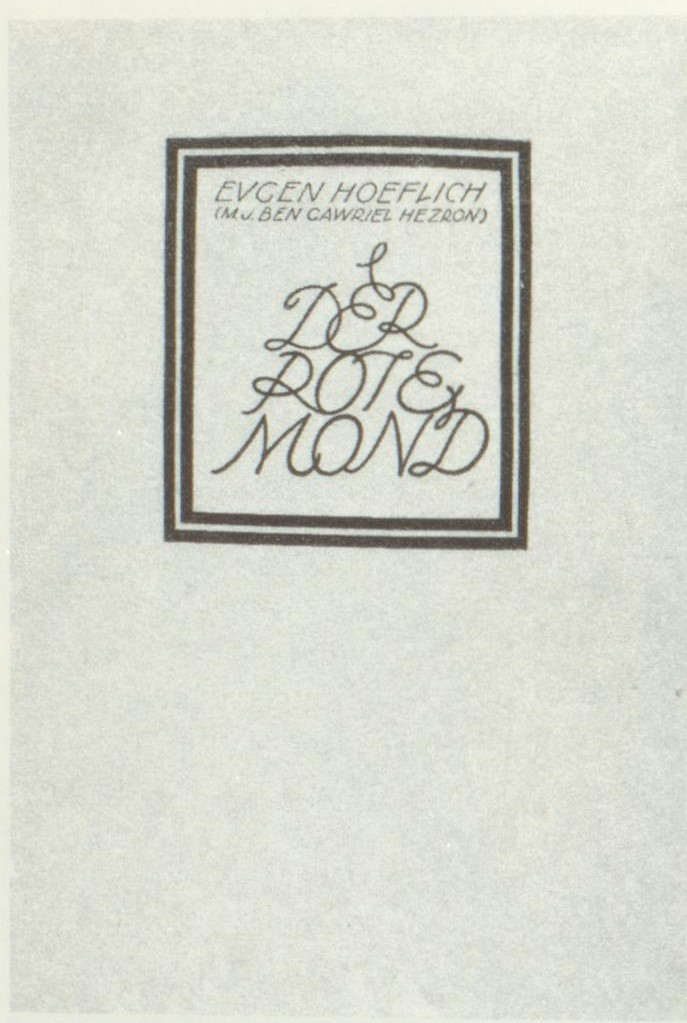
Eugen Hoeflich
Der rote Mond

### Als Autor
Autobiographisches
- Die Flucht nach Tarschisch. Ein autobiographischer Bericht. Verlag Hoffmann & Campe, Hamburg 1963.
- Armin A. Wallas (Hrsg.): Eugen Hoeflich. Tagebücher 1915 bis 1927. Wien : Böhlau, 1999, ISBN 3-205-99137-0

Erzählungen
- Kumsits. Geschichten aus der Wüste. Ullstein, Berlin 1956.
- Die sieben Einfälle der Thamar Dor. Verlag Volk & Welt, Berlin 1989, ISBN 3-353-00496-3. (Nachdr. d. Ausg. Hamburg 1962)
- Ein Weg beginnt mit dem ersten Schritt. Eine Doppelnovelle. Peter-Verlag, Rothenburg/Tauber 1963.
- Ein Löwe hat den Mond verschluckt. Peter-Verlag, Rothenburg/Tauber 1965.

Feuilleton
- Traktate über ganz gewöhnliche Dinge. Peter-Verlag, Rothenburg/Tauber 1962.

Lyrik
- Die Gedichte. Peter-Verlag, Rothenburg/Tauber 1964.

Reisebücher
- Der Weg in das Land. Palästinensische Aufzeichnungen. Lowit-Verlag, Wien 1918.
- Feuer im Osten. Arco-Verlag, Wuppertal 2003, ISBN 3-9808410-2-2 (Nachdr. d. Ausg. Leipzig 1920).
- Der rote Mond. Leipzig u. a. 1920, Neuauflage.
- Die Pforte des Ostens. Verlag. B. Harz, Berlin 1923.
- Kleines Palästinabuch für empfindsame Reisende. Nekudah-Verlag, Mukacevo, CSR 1938.

Romane
- Frieden und Krieg des Bürgers Mahaschavi. Alte und neue Abenteuer (= Fischer-Bücherei. Band 1113). Fischer, Frankfurt am Main 1970. (Nachdr. d. Ausg. Schwäbisch Gmünd 1952)
- Das anstößige Leben des Großen Osman (= Ullstein-Buch. Band 451). Ullstein, Frankfurt am Main 1963. (Nachdr. d. Ausg. Berlin 1955)
- Das Haus in der Karpfengasse. Colloquium Verlag Otto H. Hess, Berlin-Dahlem, 1958
- Der Mann im Stadttor. Verlag Hoffmann & Campe, Hamburg 1960.
- Kamele trinken auch aus trüben Brunnen. Rowohlt, Hamburg 1965.
- Jerusalem wird verkauft oder Gold auf der Straße. Roman. Arco Verlag, Wuppertal 2016, ISBN 978-3-938375-69-3.[2]

Sachbücher
- Israel. Wiedergeburt eines Staates (= Janus-Bücher. Band 4). Oldenbourg Verlag, München 1957.
- Die Schriftrollen vom Toten Meer. 2 Bände. Antiquities of the Holy Land, Jerusalem 1958.

### Als Herausgeber
- Albert Ehrenstein: Ausgewählte Aufsätze (= Veröffentlichungen der Deutschen Akademie für Sprache und Dichtung. Band 25). L. Schneider Verlag, Heidelberg 1961.

## Verfilmungen
- Kurt Hoffmann (Regisseur): Das Haus in der Karpfengasse. 1965 (u. a. mit Edith Schultze-Westrum, Wolfgang Kieling und Jana Brejchová, die für ihre Darstellung mehrfach ausgezeichnet wurden; die Produktion als ganzes wurde ebenfalls mehrfach preisgekrönt, sowohl als Spielfilm als auch als dreiteiliger Fernsehfilm).